# Phoradendron densum
Phoradendron densum är en sandelträdsväxtart som beskrevs av John Torrey och Trelease. Phoradendron densum ingår i släktet Phoradendron och familjen sandelträdsväxter. Inga underarter finns listade i Catalogue of Life.